# Seiya Baba
Seiya Baba (jap. 馬場 晴也, Baba Seiya; * 24. Oktober 2001) ist ein japanischer Fußballspieler.

## Karriere

### Verein
Seiya Baba erlernte das Fußballspielen in der Jugendmannschaft von Tokyo Verdy. Hier unterschrieb er 2020 auch seinen ersten Profivertrag. Der Verein aus der Präfektur Tokio spielte in der zweiten japanischen Liga, der J2 League. Sein Zweitligadebüt gab er am 13. Dezember 2020 im Heimspiel gegen V-Varen Nagasaki. Hier stand er in der Startelf und spielte die kompletten 90 Minuten. Nach 47 Ligaspielen für Verdy wechselte er im Januar 2023 zum Erstligisten Hokkaido Consadole Sapporo. Am Ende der Saison 2024 belegte er mit Hokkaido den 19. Tabellenplatz und musste somit in die zweite Liga absteigen.

### Nationalmannschaft
Seiya Baba spielte von 2017 bis 2018 achtmal in der japanischen U17-Nationalmannschaft. Mit der Mannschaft nahm er 2017 an der U17-Weltmeisterschaft in Indien teil. Hier erreichte man das Achtelfinale. Von 2018 bis 2019 stand er viermal für die U18 auf dem Spielfeld.